# Angiogeneseremmer
Een angiogeneseremmer is een geneesmiddel dat de vorming van nieuwe bloedvaten (angiogenese) tegengaat. Angiogenese is een proces dat bij het innestelen van een embryo plaatsvindt, bij genezing van wonden en bij kanker. Bij het groeien van kankergezwellen ontstaan ook nieuwe bloedvaten om het nieuwe weefsel van bloed te voorzien. Door het ontstaan van nieuwe bloedvaten moeilijk te maken wordt ook de groei van tumoren onderdrukt.
Angiogeneseremmers worden ook ingezet bij de behandeling van maculadegeneratie, waarbij de (onnodige) groei van bloedvaten in het netvlies het gezichtsvermogen aantast.
Er zijn verschillende mechanismen:
- Middelen als ranibizumab en bevacizumab binden aan VEGF (vasculaire endotheliale groeifactor) zodat er minder groeifactor aanwezig is.
- Middelen als sorafenib en erlotinib remmen angiogenese doordat het signaal van de groeireceptor niet wordt doorgegeven: er bindt wel groeifactor aan de receptor, maar de bijbehorende actie wordt niet uitgevoerd.